# Boulevard Carnot (Lille)
Pour les articles homonymes, voir Boulevard Carnot.
Le boulevard Carnot est une artère de Lille, construite à partir de 1906 entre la place du Théâtre et les anciens remparts en suivant le tracé de l'ancienne rue des Fleurs.

## Origine du nom
Le boulevard porte le nom du général Lazare Carnot, membre de la Convention nationale.

## Historique
De la rue des Fleurs au boulevard Carnot

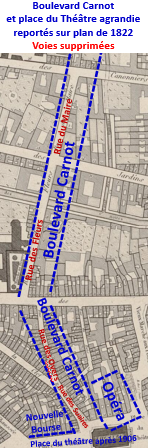
Percement du boulevard Carnot à Lille

La rénovation urbaine organisée par Alfred Mongy et Arthur Stoclet entre 1906 et 1914 conduit à la rectification de la rue des Fleurs et son prolongement en un boulevard Carnot. « La percée du boulevard Carnot était en fait une réponse partielle à une problématique totalement ambitieuse pour l'époque : relier Lille à Roubaix et Tourcoing, au moyen d'une artère large de près de 50 mètres, et alimentée par deux voies de tramways rapides ». « Le Boulevard Carnot, nous l'avons vu, démarre désormais à l'angle de la place du Théâtre. Empruntant le tracé de l'ancienne rue des Fleurs, il longe l'ancien lycée Faidherbe, avant de prendre la direction de La Madeleine, au niveau du quartier du Romarin. Pour ce faire, il a fallu percer les remparts pour dégager l'accès ».
Cette percée, qui s'accompagne de la rénovation de la place du théâtre avec la construction de l'Opéra en remplacement du théâtre détruit dans un incendie en 1903 et de la nouvelle Bourse, entraîne la suppression de rues du Centre, les rues des Oyers, des Suaires, du Bois Saint-Étienne, des Sept-Sauts et la place des Guingnants et la démolition d'anciennes maisons de style flamand.

## Bâtiments remarquables et lieux de mémoire

### Les écoles

#### Collège et lycée de Lille (1796-1964)

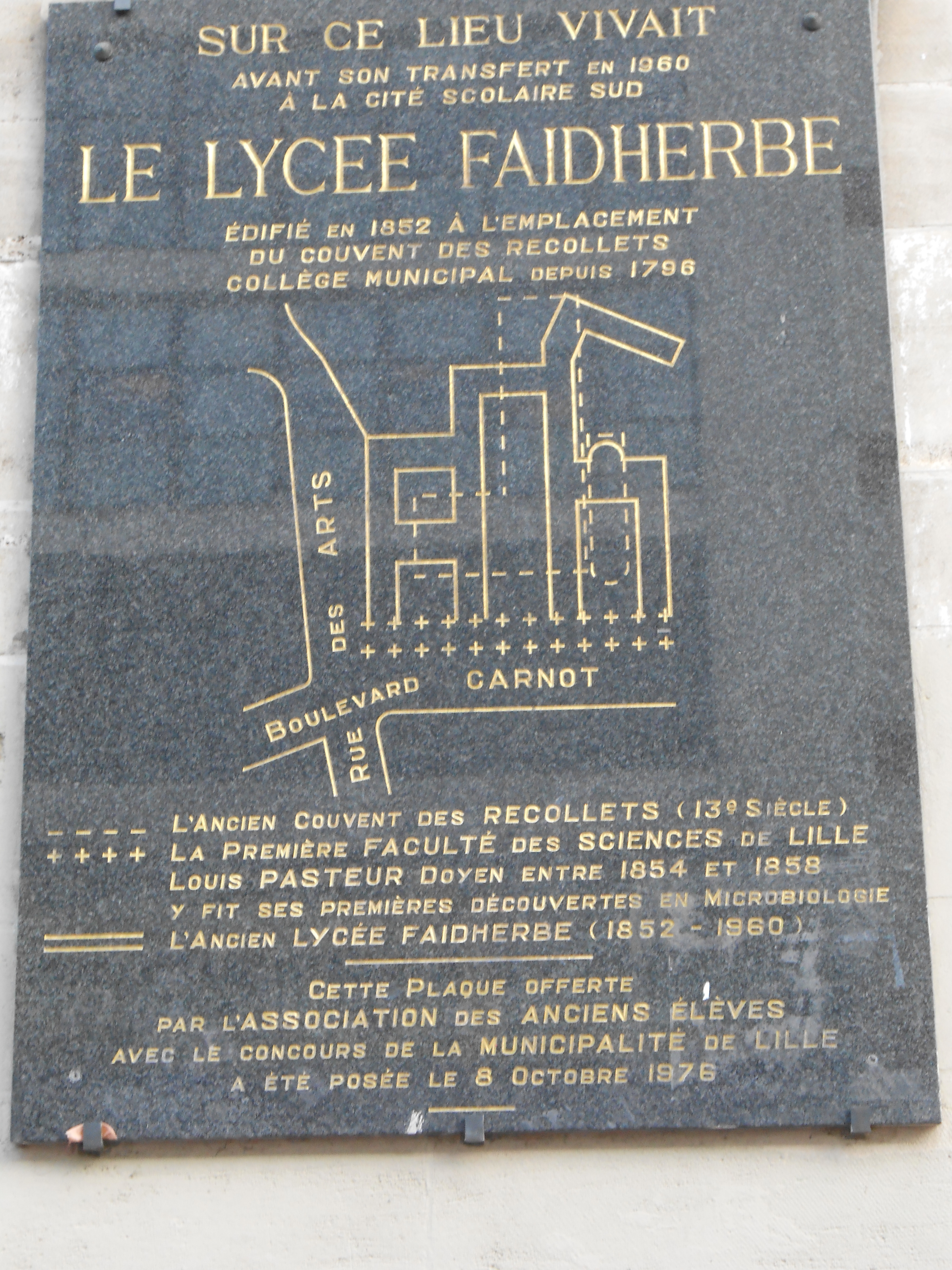
Lycée de Lille

Le collège de Lille est un établissement municipal installé dans le bâtiment de l'école centrale créée en 1796 dans l'ancien couvent des récollets fondé en 1249 à l'angle entre la rue des Arts et la rue des Fleurs (actuel boulevard Carnot). Le décret du 20 août 1813 devait ériger le collège en lycée, mais la débâcle napoléonienne empêche son application. L'établissement est « collège royal » en 1845 puis « collège national » en 1848. « En 1844, le collège avait le personnel suivant : un principal, un aumônier, six professeurs pour les sciences, onze pour les lettres et quatre pour les points accessoires ; il comprend 52 internes et 180 externes. ».
Il est établi en 1852 sous la dénomination « lycée impérial » dans les locaux rénovés, après un investissement municipal d'un million cinq cent mille francs. « Inauguré le  15 novembre 1852, (il) est bâti selon les plans de l'architecte Charles-César Benvignat, à l'emplacement des terrains occupés par l'ancien couvent des Récollets dont les bâtiments avaient échappé aux destructions après la Révolution. D'une grande austérité, l'établissement donne sur l'ancienne rue des Fleurs (actuel boulevard Carnot), l'ancien canal des Sœurs-Noires (comblé, rue des Jardins) et la rue des Arts ».
En 1893, le lycée est renommé en l'honneur du général Louis Léon César Faidherbe, ancien élève du lycée. En 1964, le Lycée Faidherbe déménage de la rue des arts vers la rue Armand Carrel au faubourg de Douai à l'autre extrémité de la ville.
Une plaque commémorative sur le mur extérieur boulevard Carnot rappelle l'histoire de l'école de 1796 à 1964 et rend hommage à Louis Pasteur.

#### Collège Carnot (depuis 1964)
Depuis 1964, les locaux de la rue des Arts et du boulevard Carnot forment le collège Carnot.

### La faculté des sciences de Lille (1854-1894)
C'est dans une partie des locaux partagés avec le lycée impérial que Louis Pasteur s'installe en 1854 pour établir la faculté des sciences de Lille, cohabitant avec l'école préparatoire de médecine et de pharmacie de Lille, tandis que rue du Lombard est créée l'École des arts industriels et des mines (École centrale de Lille).
La faculté des sciences déménage en 1894 de la rue des Fleurs vers le quartier Saint-Michel, autour de la rue Jeanne-d'Arc, de la rue Gautier de Châtillon (actuelle rue Angellier) et la place Philippe Lebon.

### Terminus du Mongy
L'extrémité sud du boulevard Carnot était le terminus du tramway de Lille - Roubaix - Tourcoing conçu par Alfred Mongy et inauguré en 1909, dont la voie formait une boucle autour de l'opéra.
Ce terminus est déplacé en 1983 à la station souterraine de|Lille-Flandres où est assurée la correspondance avec le métro.